# ويل كوك
ويل كوك (بالإنجليزية: Will Cook)‏ هو كاتب جريمة أمريكي، ولد في 1921، وتوفي في 1 يوليو 1964.

## وصلات خارجية
- ويل كوك على موقع IMDb (الإنجليزية)
- ويل كوك على موقع قاعدة بيانات الفيلم (الإنجليزية)